# Gowlland Range
Gowlland Range är ett berg i Kanada.   Det ligger i Capital Regional District och provinsen British Columbia, i den södra delen av landet, 3 600 km väster om huvudstaden Ottawa. Toppen på Gowlland Range är 207 meter över havet. Gowlland Range ingår i Partridge Hills.
Terrängen runt Gowlland Range är kuperad åt nordväst, men åt sydost är den platt.Runt Gowlland Range är det mycket tätbefolkat, med 1 313 invånare per kvadratkilometer.. Närmaste större samhälle är Victoria, 13,9 km sydost om Gowlland Range. 
I omgivningarna runt Gowlland Range växer i huvudsak barrskog.